# Petrus Svenonis Ulnerus
Petrus Svenonis Ulnerus, död 2 april 1713 i Gränna, var en svensk kyrkoherde i Gränna församling och häradsprost i Vista kontrakt.

## Biografi
Petrus Svenonis Ulnerus var son till en bonde. Han studerade 1672 vid gymnasiet i Växjö och 1677 i Åbo. Ulnerus disputerade 1685 (de voce Christi, pres. E. Svenonius och de veritate, pres. S. Tålpo) samt tog magister. Han prästvigdes 8 januari 1689 och blev huspredikant hos landshövdingen Harald Strömfelt samma år. År 1690 blev han predikant vid Smålands kavalleri. Han följde 1700 med svenska armén till Livland och Polen. Han utnämndes 18 mars 1703 till kyrkoherde i Gränna församling och tillträde 1704. 1707 blev han häradsprost i Vista kontrakt. Ulnerus avled 2 april 1713 i Gränna och begravdes av biskopen David Lund. Grafskrivter på svensk vers av Israel Wising och sönerna Israel Ulnerus och Johannes Ulnerus trycktes i Jönköping. Ett epitafium över familjen sattes upp av änkan 1735 i Gränna kyrka och fanns där ännu 1829.
Ulnerus gifte sig med Helena Hielmberg. Hon var dotter till kyrkoherde Troëlius Olai Choraeus i Hjälmseryds socken. De fick tillsammans barnen Johannes (1692–1724), Israel (född 1694), Sveno, Jacob, Gabriel, Elisabet (1702–1706) oich Christian (död 1710). Efter Ulnerus död gifte hon om sig 1715 med borgmästaren Peter Runquist i Gränna.